# Wallfahrtskirche Mater Dolorosa (Driesch)

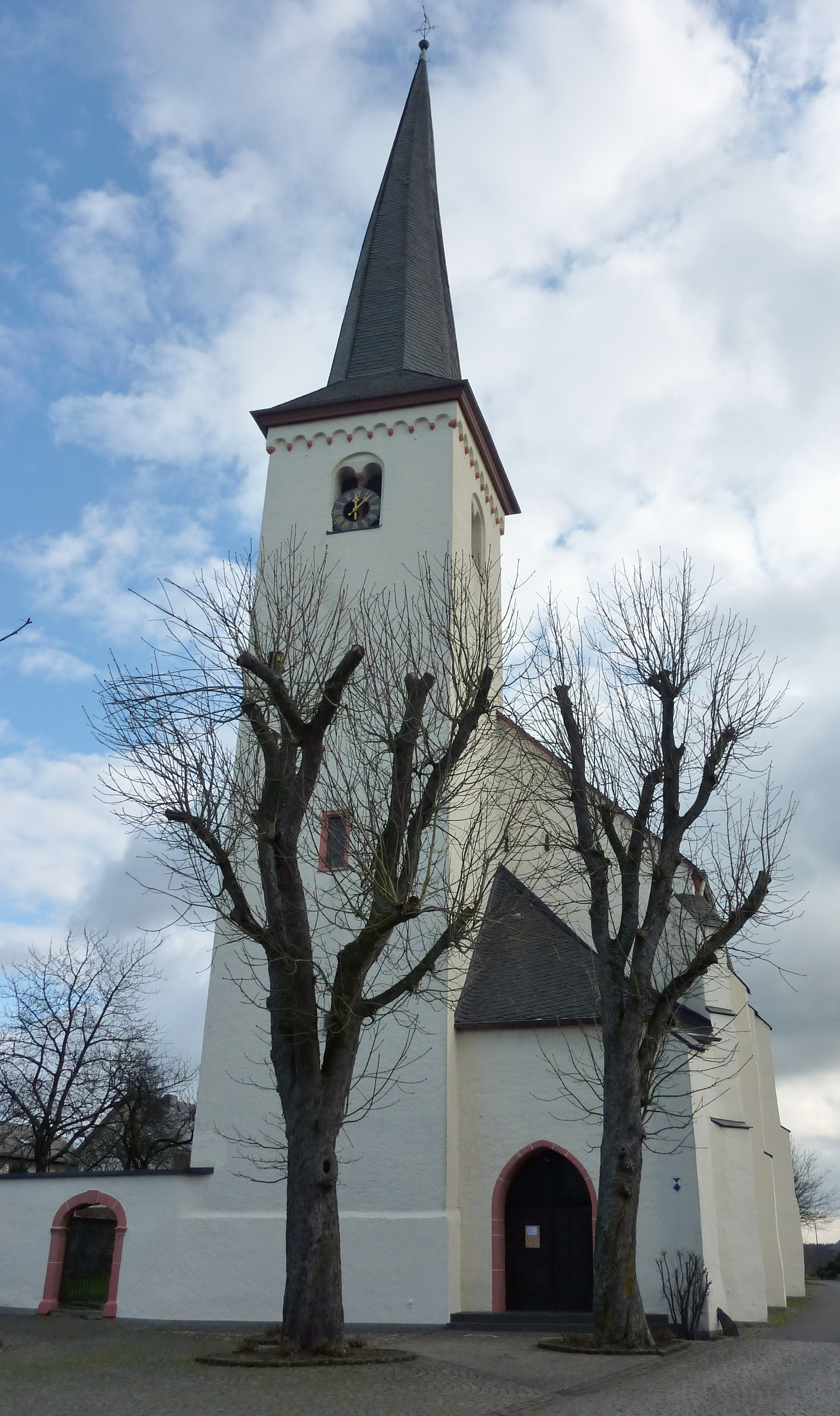
Wallfahrtskirche in Driesch, Westseite

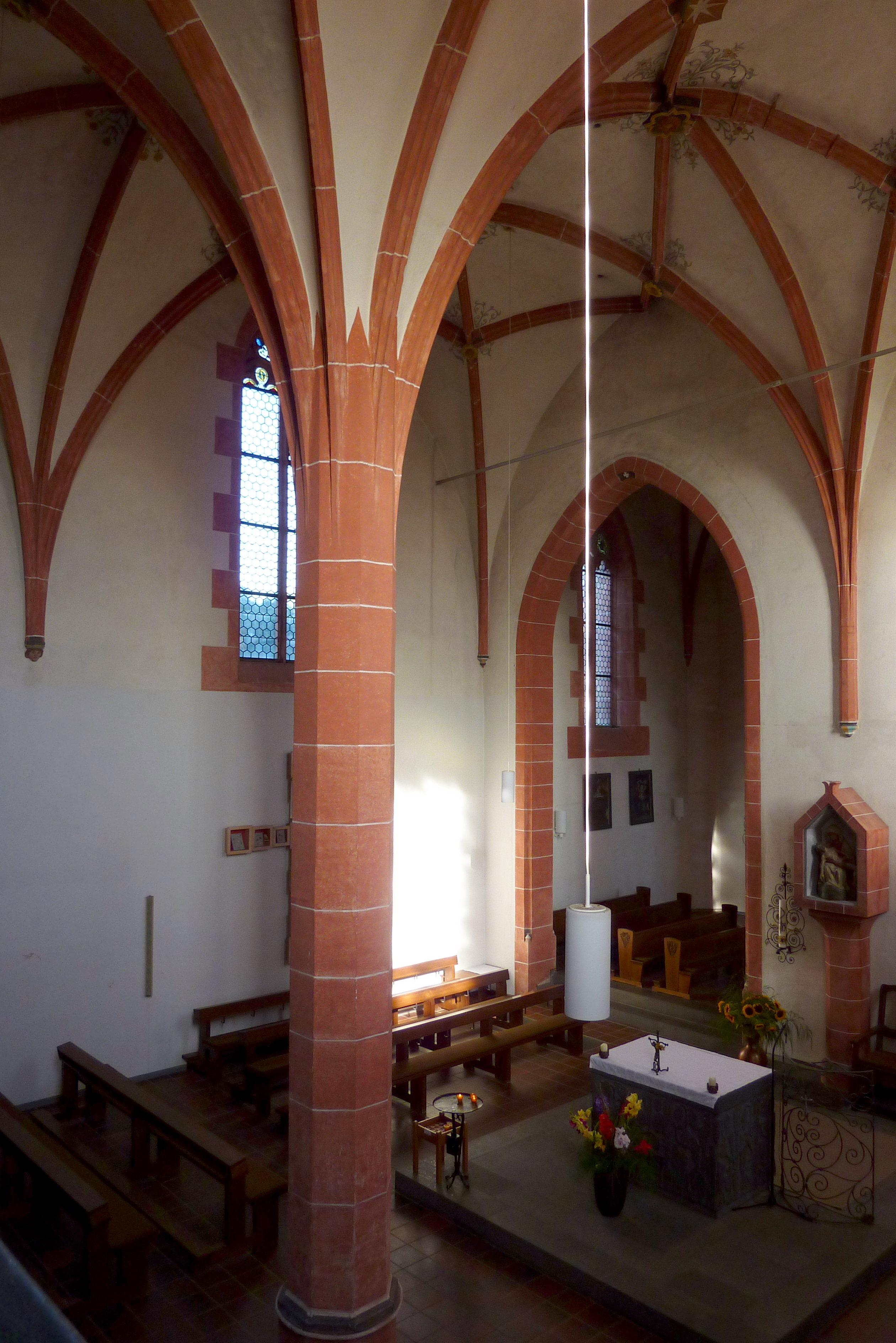
Innenansicht

Die Wallfahrtskirche Mater Dolorosa in Driesch, einem Ortsteil der Ortsgemeinde Lutzerath im Landkreis Cochem-Zell in Rheinland-Pfalz, wurde im 15. Jahrhundert errichtet. Die Kirche ist ein geschütztes Kulturdenkmal.

## Geschichte
Bereits um 1400 gab es eine kleine Kapelle in Driesch in der eine Madonna verehrt wurde. In der zweiten Hälfte des 15. Jahrhunderts wurde mit gestifteten Mitteln eine Wallfahrtskirche errichtet, die der Mater Dolorosa (Schmerzensmutter) geweiht wurde. 1478 gewährte Papst Sixtus IV. einen Ablass für die Wallfahrer, die nach Driesch kamen. Das Gnadenbild der Muttergottes fand seinen neuen Platz in einer vergitterten Nische an der Südwand des Chores.

## Architektur
Die zweischiffige Hallenkirche mit achteckiger Mittelstütze wurde als spätgotischer Bau in der Zeit von 1478 bis 1496 errichtet. Ein Schlussstein im Chor trägt die Jahreszahl 1478. Insgesamt gibt es vierzehn Schlusssteine mit Stifterwappen, so z. B. das Wappen des Erzbischofs Johann II. von Baden (1456–1503) und des Haust von Ulmen.
Der Turmabschluss und das Langhausdach wurden 1687 bei einem Brand, von einem Blitzeinschlag verursacht, zerstört und 1691 wieder hergestellt. Das Westportal entstand 1868. Umfangreiche Renovierungsarbeiten wurden 1971/72 durchgeführt.

## Ausstattung
Die Kirche erhielt 1496 eine Glocke die heute noch vorhanden ist. Die ehemals fünf Altäre waren dem Hl. Kreuz, der Schmerzhaften Muttergottes, dem hl. Nikolaus, dem hl. Sebastian, dem hl. Rochus (später hl. Josef) und der hl. Ottilie geweiht.

## Orgel
1751 wurde von Orgelbauer Theodor Claus aus Cochem eine Orgel erbaut. 1985 stellte sich heraus, dass die Orgel Pfeifen aus der Werkstatt von Balthasar König (Münstereifel) besitzt.

## Kreuzweg

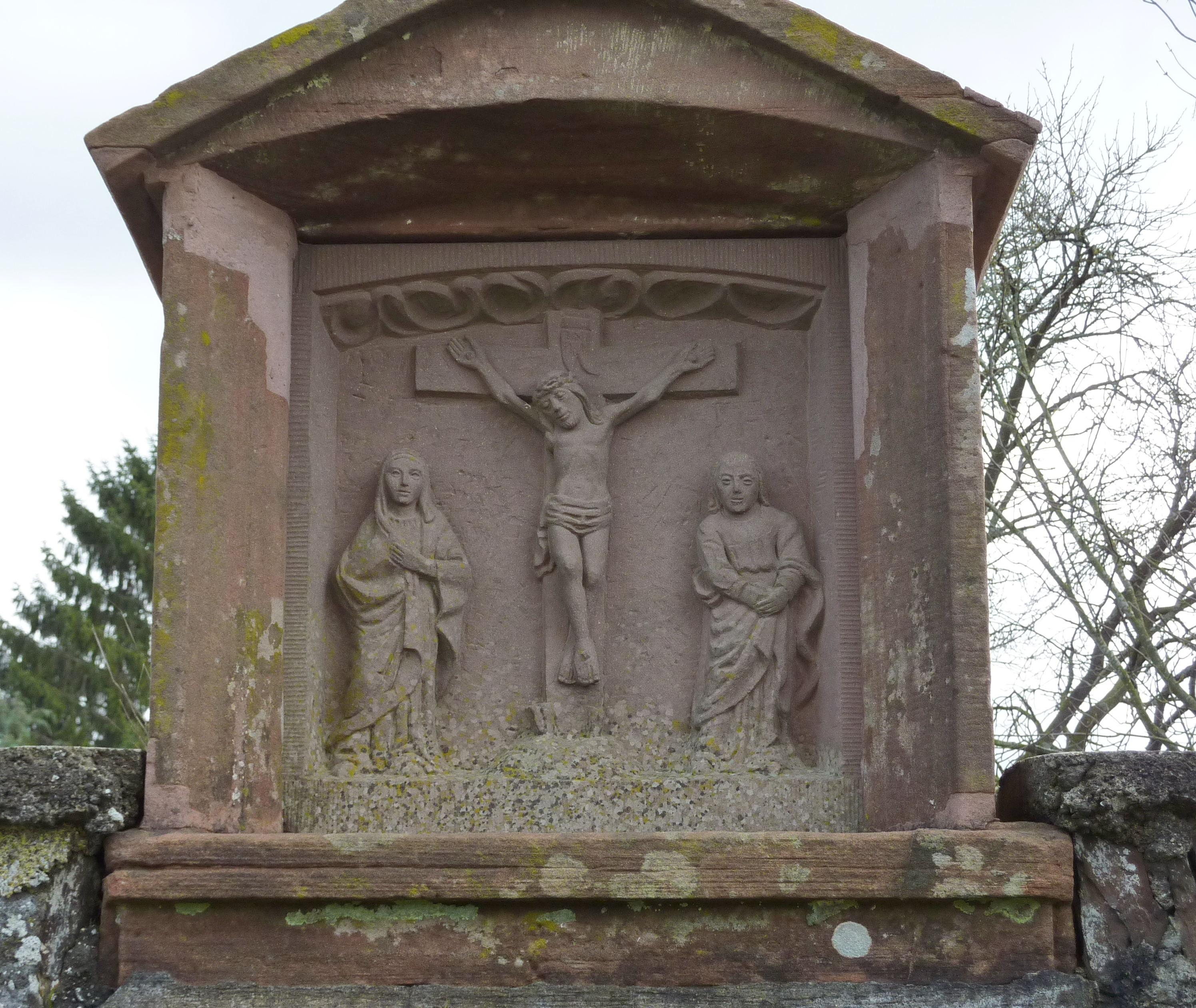
12. Kreuzwegstation: Jesus stirbt am Kreuz

Der Kreuzweg um die Wallfahrtskirche ist aus rotem Sandstein und wurde 1755 gefertigt. Er stammt aus der Werkstatt des Steinmetzmeisters Johann Nilles aus Wittlich. 1987 wurden die Kreuzwegstationen restauriert.